# Barão de Nossa Senhora da Luz
Barão de Nossa Senhora da Luz é um título nobiliárquico criado por D. Maria II de Portugal, por Decreto de 23 de Janeiro de 1847, em favor de Joaquim António Velez Barreiros, depois 1.º Visconde de Nossa Senhora da Luz.
Titulares
1. Joaquim António Velez Barreiros, 1.º Barão e 1.º Visconde de Nossa Senhora da Luz.